# Ortisei
Ortisei (en allemand : St. Ulrich in Gröden, en ladin : Urtijëi) est une commune italienne, d'environ 4 900 habitants, de la province autonome de Bolzano, en région du Trentin-Haut-Adige, dans le nord-est de l'Italie.

## Toponymie
Le toponyme est attesté comme Ortiseit en 1288 et dérive du latin urticetum. Le nom allemand Sankt Ulrich est documenté depuis 1366 et est la version allemande du saint patron local Ulrich d'Augsbourg, dont l'église était propriétaire de grandes parcelles de terrain dans la région tout au long du Moyen Âge.

## Géographie
Ortisei se trouve dans les Dolomites, à environ 40 km au nord-est de Bolzano et à 15 km de la vallée de l'Isarco où passe l'autoroute vers le col du Brenner. Ortisei est le chef-lieu du val Gardena (en allemand : Grödnertal).

### Communes limitrophes
Les communes limitrophes sont  Castelrotto, Funes, Laion et Santa Cristina Valgardena.

## Histoire

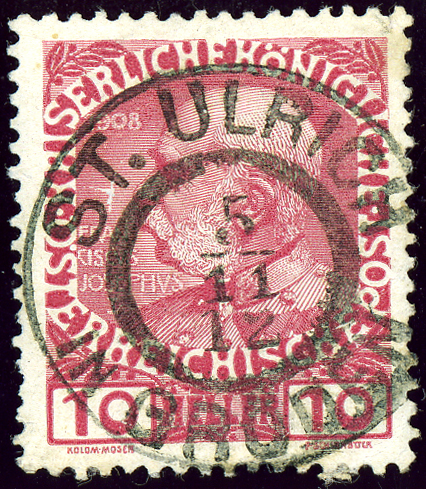
Timbre du Jubilé de 1908.

Jusqu'en 1918, le village (nommé Sankt Ulrich in Gröden) fait partie de la monarchie autrichienne (empire d'Autriche), puis Autriche-Hongrie (Cisleithanie après le compromis de 1867), dans le district de Bolzano, dans la province du Tyrol. Un bureau de poste est ouvert en 1859. La région intégrera le royaume d'Italie après la Première Guerre mondiale.

## Armoiries
Les armoiries municipales représentent Ulrich d'Augsbourg harnaché avec les vêtements de l'évêque et une croix dorée dans sa main droite, monté sur un cheval avec des harnais dorés, sur trois sommets de montagnes vertes et le fond est doré. Les armoiries sont ornées d'une cape bleue avec trois badges alternant avec deux abeilles dorées, qui symbolisent le travail des habitants de la commune. Les armoiries ont été accordées en 1907 et reconfirmées en 1970.

## Monuments et lieux d'intérêt
Ortisei compte seize bâtiments reconnus comme patrimoine culturel et donc soumis aux restrictions de la province autonome de Bolzane.

### Architecture religieuse

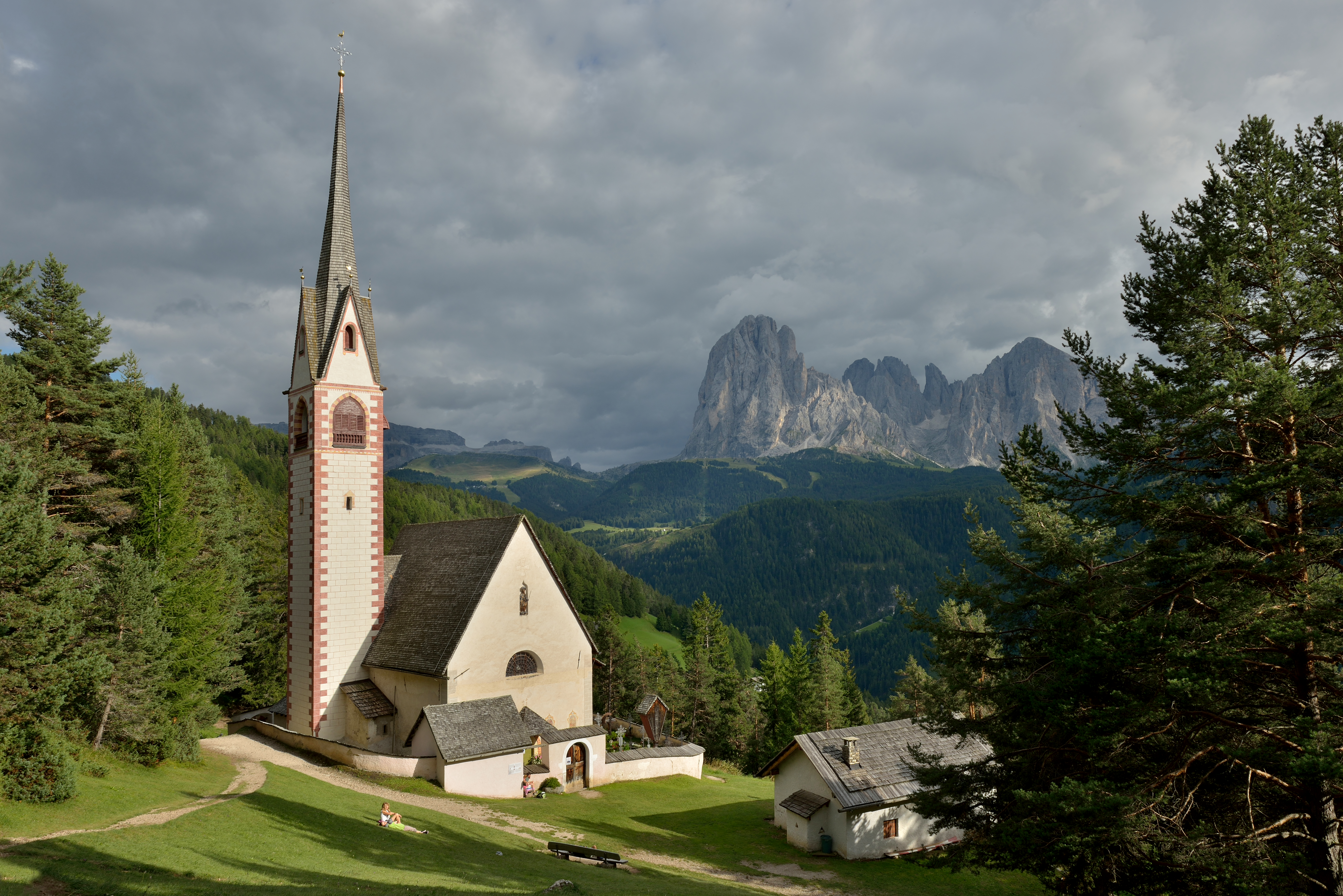
Église de San Giacomo.

Arc avec des symboles de la Passion de Jésus-Christ. En haut, de chaque côté, les symboles des évangélistes Marc et Luc. En bas, au milieu, le sacrifice d'Isaac, église paroissiale d'Urtijëi.

- Église paroissiale de Sant'Ulrico et Epiphanie du Seigneur : construite dans un style néoclassique avec des éléments baroques dans la dernière partie du XVIIIe siècle, elle contient un riche appareil pictural et de nombreuses statues en bois d'artistes locaux. Elle a été décorée par le sculpteur Dominique Molknecht[6] ;
- Église de San Giacomo : de fondation ancienne, elle a été remaniée dans le style gothique tardif au XVIIe siècle. Il conserve des fresques de la seconde moitié du XVIe siècle et des copies du mobilier baroque d'origine[7],[8] ;
- Église de Sant'Antonio : construite dans la seconde moitié du XVIIe siècle, elle combine la structure simple du goût de la Renaissance avec une structure décorative à dominante baroque[9],[10] ;
- Église de Sant'Anna : située dans le périmètre du cimetière municipal, elle est de style gothique tardif. A l'intérieur, elle conserve un mobilier baroque ;
- Chapelle de Santa Croce : érigée en 1752, elle fut modifiée plusieurs fois plus tard. La façade a un portail ogival entre deux fenêtres pointues. L'abside est trilatérale. Elle conserve un crucifix polychrome du XVIIIe siècle ;
- Chapelle de Poz : construction à usage hybride du milieu du XIXe siècle, elle a un rez-de-chaussée à usage profane et un premier étage avec une voûte en berceau et une abside semi-circulaire. Le toit est en bardeaux.

Vitraux dans l'église Saint-Antoine à Ortisei.
Le chœur de l'église Saint-Jacob à Ortisei. Photo mai 2019.
Fresque du XVe siècle par Leonhard von Brixen dans l'église Saint-Jacob à Ortisei.
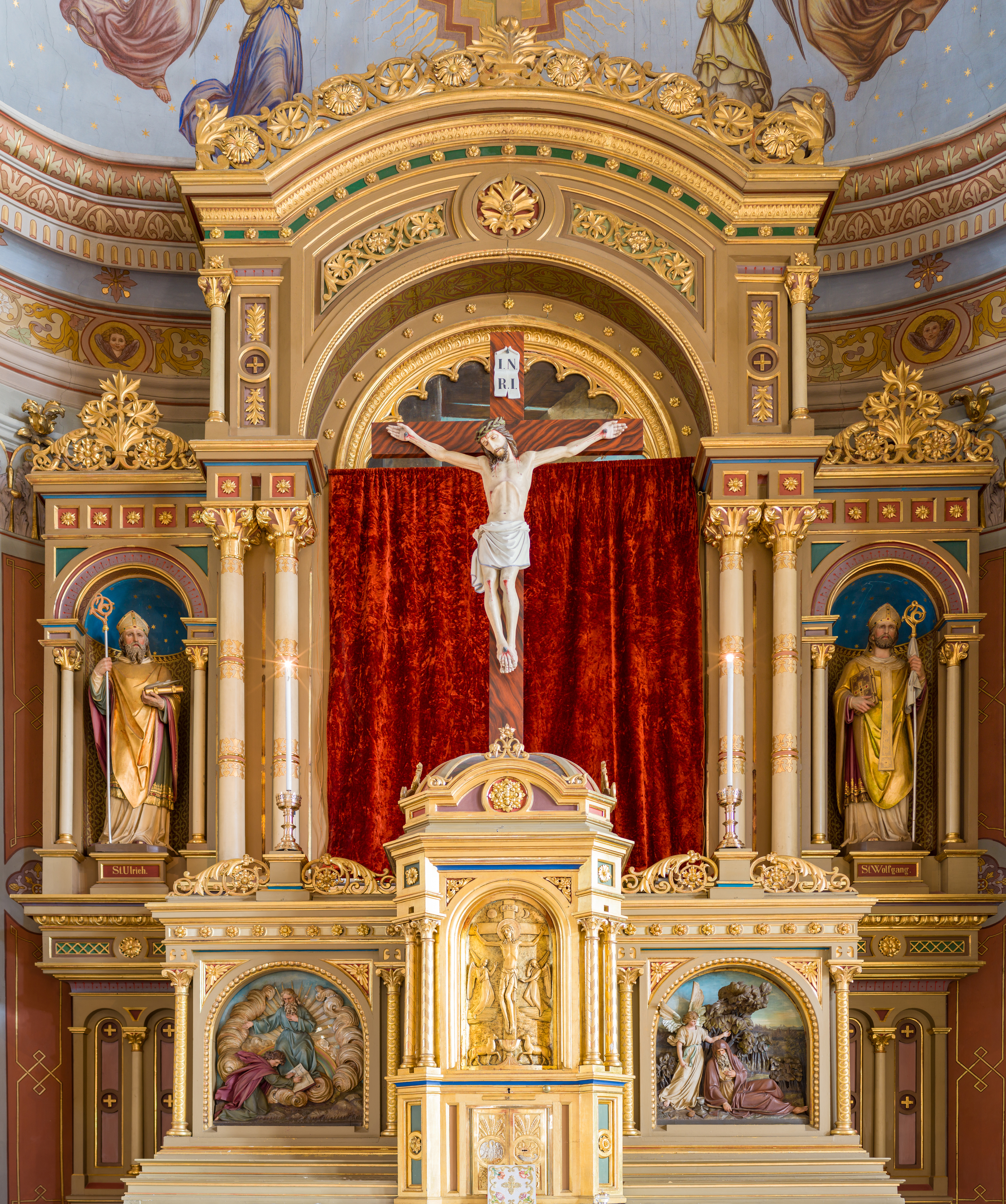
Le choeur de l'église de la paroisse d'Ortisei, datant du XVIIIe siècle, dans une décoration de Carême. Mars 2020.
Autel du sacré cœur de l'église de la paroisse d'Ortisei datant du XVIIIe siècle. Avril 2020.

### Architecture civile
- Villa Rifesser Stufan : hôtel particulier de trois étages et grenier, reconstruit à la fin du XIXe siècle dans le style de l'éclectisme tardif sur l'emplacement d'une ancienne ferme attestée depuis 1515, et agrandi en 1927. La fenêtre en baie placé en position angulaire porte quatre bustes de Josef Rifesser représentant les protagonistes de la révolte tyrolienne de 1809. L'ensemble conserve une partie du mobilier du début du XXe siècle ;
- Costamula de sëura : maison en bois comprenant un cuisine avec une poutre de support et un balcon avec un séchoir, utilisé pour le séchage des céréales. Il y a une église en brique attenante avec une voûte en berceau ;
- Costamula de sot : ferme en pierre et bois, avec une inscription datée de 1608. La porte d'accès voûtée ronde est accessible par un petit escalier à double rampe. Le plafond a des compartiments en bois avec des cadres sculptés ;
- Kudan : immeuble résidentiel en briques et à plusieurs étages avec une façade en stube baroque et des cadres en marbre aux fenêtres ;
- Fëur : maison paysanne, utilisée aujourd'hui comme refuge de montagne, avec un toit à double pente. Le plafond est parmi les plus anciens du Tyrol du Sud ;
- Janon : maison en brique de plain-pied. Une paire de ciseaux, deux têtes et autres décorations sont sculptées sur la clé de voûte de la porte d'entrée ronde ;
- Martin : immeuble d'habitation médiéval en pierre. Il conserve une fresque de la Madonna del Soccorso et une vue sur la ville ;
- Nevel : deux fermes assorties de la seconde moitié du XVIIIe siècle. Les pilastres d'angle et les encadrements de fenêtres portent des gravures peintes. À l'intérieur, les sculptures baroques particulièrement élaborées se distinguent ;
- Peza à St. Jakob : ferme de briques et de bois à plusieurs étages. La porte d'entrée, à voûte ronde, a une porte datée de 1693. Le couloir a une voûte croisée ;
- Pradatsch : ferme datant de 1772 avec une façade baroque plâtrée et peinte de couleur brune, sur laquelle se détachent les éléments architecturaux et décoratifs blancs. Le plafond est décoré de stucs, tandis que la colonne torsadée du poêle est équipée d'un chapiteau ;
- Ruines du château de Stetteneck , construit au XIIIe siècle au col da Pincan, en position élevée près d'un escarpement abrupt.

#### Musées
Au centre d'Ortisei se trouve le musée Val Gardena, qui conserve les découvertes géologiques, paléontologiques et archéologiques trouvées dans la région, ainsi qu'une collection de sculptures et de jouets en bois.
La Maison de la Culture Luis Trenker, installée dans un bâtiment conçu par l'architecte Hubert Prachensky (1916-2009), conserve l'ancienne cloche du Magister Manfredinus.

## Économie
L'économie locale est principalement basée sur le tourisme (estival comme hivernal). Ortisei est une station de vacances renommée qui en hiver se transforme en une station de ski. L' art des sculptures en bois, qui possède une tradition ancienne, est très bien connu.

## Culture

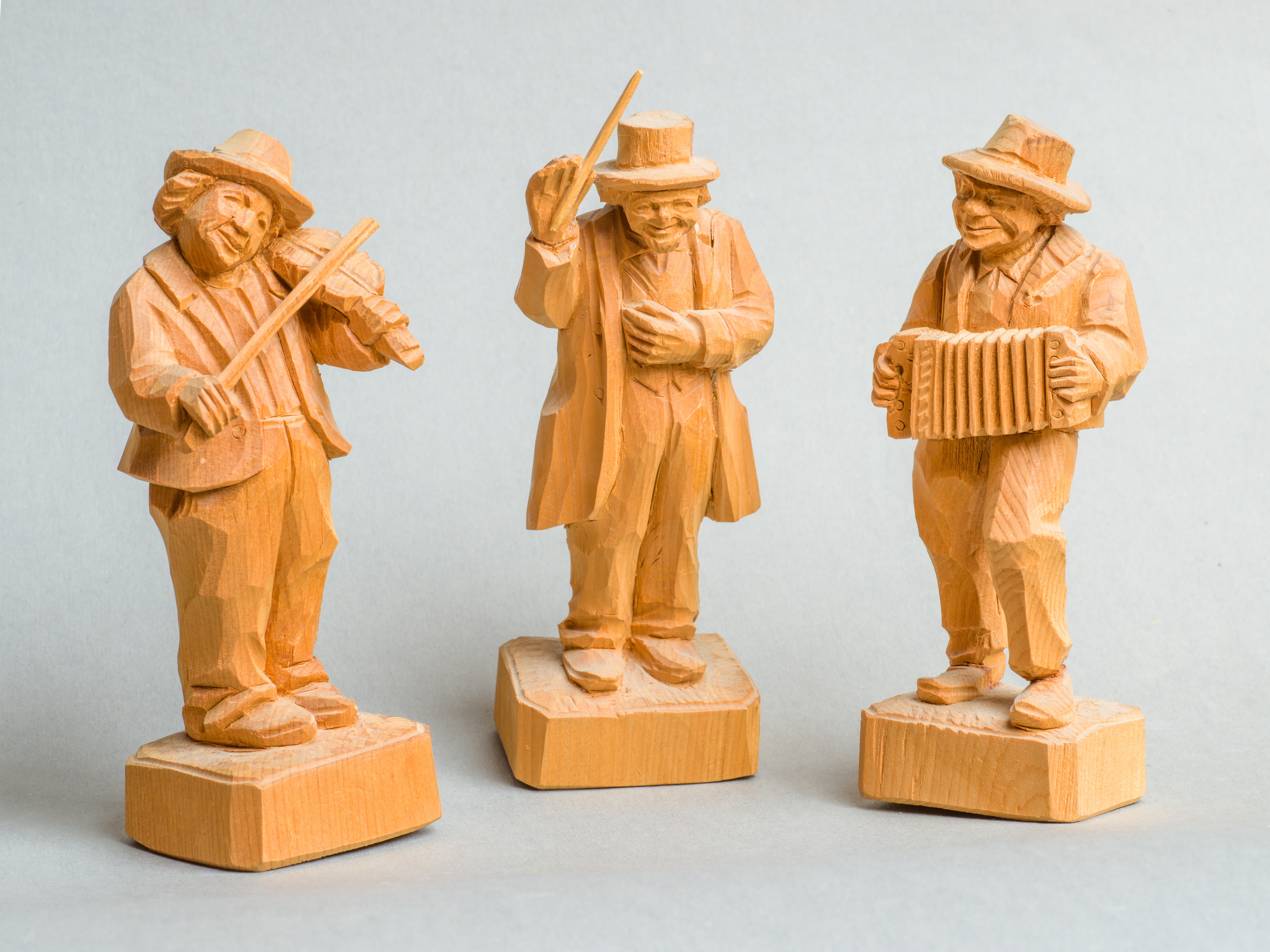
Figurines fabriquées à Ortisei. Janvier 2022.

Ortisei est la capitale culturelle des Ladins.

### Écoles
Ortisei accueille des écoles, quelques lycées, et l'Institut d'art (Kunstschule/scola d'ert).

### Bibliothèques
- Bibliothèque municipale de San Durich
- Bibliothèque du Cercle des Artistes
- Bibliothèque Ladin, à la Cësa di Ladins

## Transports
Ortisei est reliée par autobus à Vérone et à Milan.

## Panorama

Le paysage sur les Dolomites depuis Resciesa à Ortisei. Janvier 2019.

## Administration
| Période                                  | Période  | Identité      | Étiquette              | Qualité |
| ---------------------------------------- | -------- | ------------- | ---------------------- | ------- |
| 2005                                     | 2010     | Ewald Moroder | Südtiroler Volkspartei |         |
| 2010                                     | 2015     | Ewald Moroder | Südtiroler Volkspartei |         |
| 2015                                     | en cours | Tobia Moroder | Lista unica            |         |
| Les données manquantes sont à compléter. |          |               |                        |         |

La population d'Ortisei soutient majoritairement le Südtiroler Volkspartei, parti démocrate-chrétien lié à la défense des intérêts des non italophones.

### Évolution démographique
Habitants recensés

## Sport
La ville organise chaque année en décembre un tournoi de tennis sur moquette du circuit ATP Challenger Tour.
Le Tour d'Italie y est arrivé deux fois, une première fois en 2000 pour la 13e étape après 218 km avec le succès d'Ivan Parra et une seconde fois lors de l'arrivée de la 18e étape du Giro 2017 à l'issue d'un parcours de 137 km depuis Moena. L'arrivée à Ortisei était précédée de l'ascension de Pontives 4 km avant, classée en première catégorie. Tejay Van Garderen remportait cette étape en échappée devant Mikel Landa tandis que Thibaut Pinot se rapprochait du podium en gagnant plus d'une minute sur ses adversaires, profitant du marquage entre Tom Dumoulin, Nairo Quintana et Vincenzo Nibali.

## Personnalités liées à Ortisei
- Dominique Molknecht (1793-1876), né à Castelrotto, sculpteur, a décoré l'église d'Ortisei.
- Johann Baptist Moroder (1870-1932), sculpteur.
- Luis Trenker (1892-1990), né à Ortisei, alpiniste, écrivain, acteur, réalisateur, scénariste et monteur.
- Ernesto Prinoth (1923-1981), né à Ortisei, est un pilote automobile italien et le fondateur de l'entreprise Prinoth AG, fabricant de véhicules sur neiges et d'équipement.
- Giorgio Moroder (1940), né à Ortisei, est un compositeur, producteur de musique électronique et arrangeur musical italien.
- Isolde Kostner née le 20 mars 1975 à Bolzano, est une skieuse alpine italienne originaire d'Ortisei.
- Carolina Kostner, née le 8 février 1987 à Bolzano, est une patineuse artistique italienne originaire d'Ortisei.